# Acacia kempeana
Acacia kempeana är en ärtväxtart som beskrevs av Ferdinand von Mueller. Acacia kempeana ingår i släktet akacior, och familjen ärtväxter. Inga underarter finns listade i Catalogue of Life.

## Bildgalleri

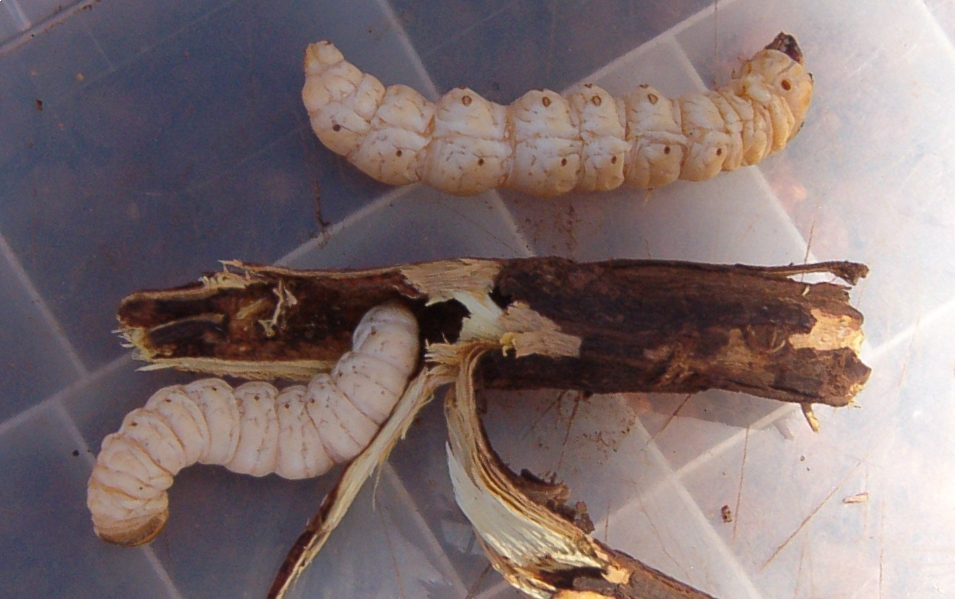
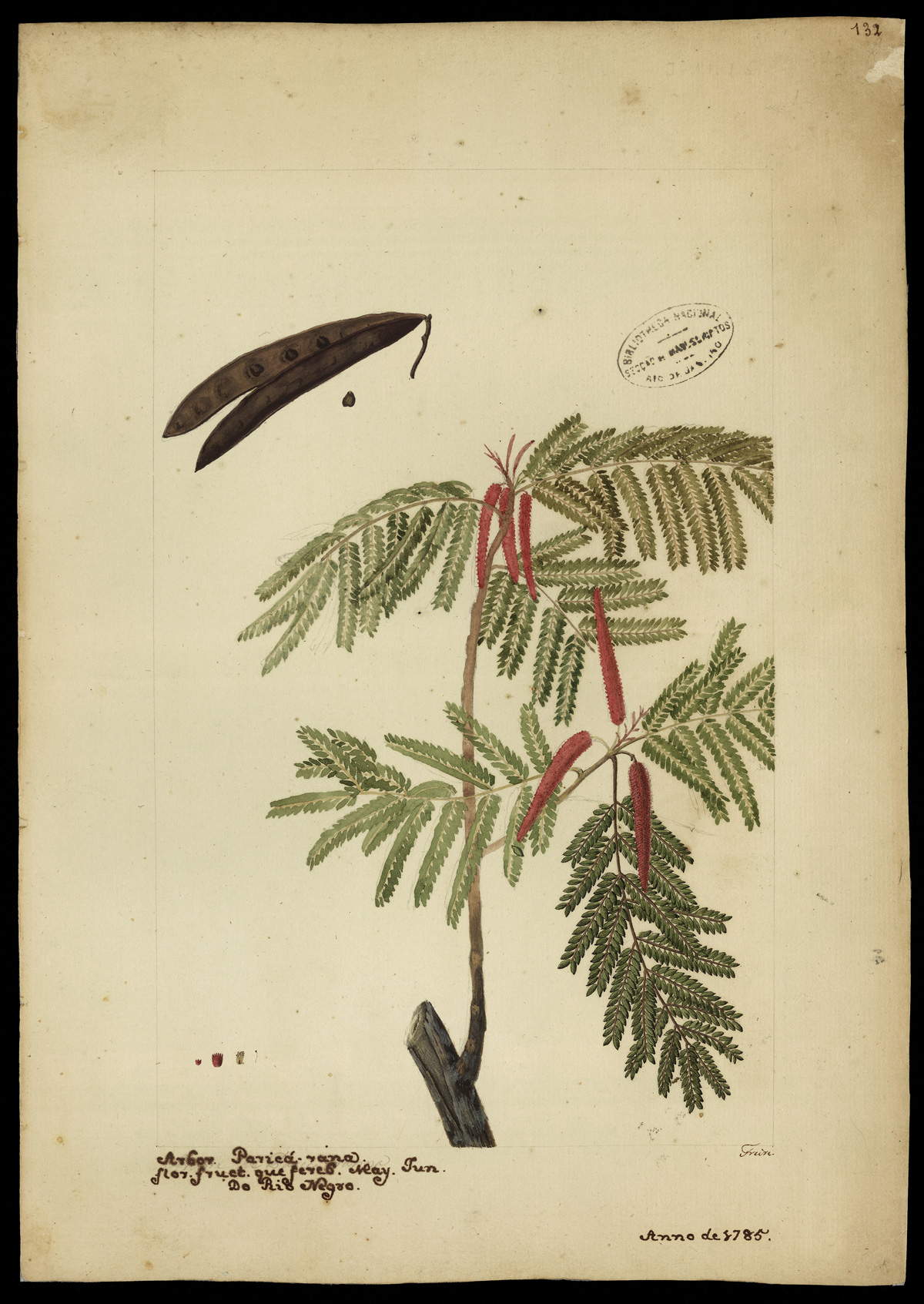